# Ајше Хафса
Ајше Хафса валиде султанија или краће Хафса султанија (тур. Ayşe Hafsa Valide Sultan) 
 (1475, Крим — 1534, Истанбул) била је жена османског Султана Селима I и мајка султана Сулејмана I, као и прва валиде султанија (Краљица мајка). У периоду Сулејманове владавине, до њене смрти била је de facto његов савладар и једна од најутицајнијих и најмоћнијих људи у царству. За собом је оставила многе задужбине.
Поред Сулејмана, Селиму I је имала још три кћери.

## Порекло
Иако је позната година рођења Хафсе султаније, историчари ипак још увек расправљају о њеном пореклу, односно да ли је заправо била кћерка Менгли Гираја и да ли је припадала тој династији. По неким другим теоријама, Ајше Хафса султанија није била кћер Мегли Гираја већ је то била Ајше Хатун II, друга конкубина Селима I која је, по тој теорији, била мајка Шах султаније и Сулејмана I.

## Биографија
Боравећи у граду Маниса на западу Турске са својим сином Сулејманом, који је управљао околним регионом између 1513. и 1520. године (град је функционисао као једно од традиционалних пребивалишта османских крунских принчева (шехзаде) у приправништву за будућу власт), Хафса Султанија је покренула Манисин „Месир фестивал“, локалну традицију која се практикује и данас. Такође је изградила велики комплекс у граду који се састојао од џамије познате као Султанова џамија, основне школе, колеџа и хоспиција.
Такође је била прва османска царска жена која је носила титулу "валиде султанија" по свом имену, замењујући титулу "хатун". Ова употреба одражавала је османско схватање суверене моћи као „прерогатив османске породице“. Њено доба сигнализирало је променљив статус султанове мајке и њен повећани удео у моћи. Такође је била прва жена из харема за коју је потврђено да има киру - Стронгилах.

## Смрт
Хафса Султанија умрла је у марту 1534. године и сахрањена је у близини свог супруга у маузолеју иза зида кибле џамије Јавуз Селим, у Фатиху у Истанбулу. Маузолеј је у великој мери уништен у земљотресу 1884. године, а обнова започета 1900-их прекинута је, а њена гробница је данас много једноставнија него што је првобитно изграђена.

## Потомство
Имала је само једног сина и ћерке:
Синови;
- Сулејман Величанствени (1494 — 1566): десети Османски султан.

Ћерке;
- Султанија Хатиџе (1492 — 1543)
- Султанија Хафизе (1491 — 10.07.1538.)
- Султанија Фатма (1493 — 1570)